# Sociedad Deportiva Ejea
Actualités
La Sociedad Deportiva Ejea, plus couramment abrégé en SD Ejea, est un club espagnol de football fondé en 1927 et basé dans la ville d'Ejea de los Caballeros (province de Saragosse, Aragon).
Le club joue ses matchs à domicile au Stade municipal d'Ejea, doté de 2 249 places.
En juin 2019, le club devient l'équipe filiale de la Sociedad Deportiva Huesca. L'Espagnol Jaime Molina (en) est l'entraineur depuis fin août 2020.

## Histoire
Le club joue pendant 44 saisons en Tercera División.
En 2018, le club obtient pour la première fois la promotion en Segunda División B.
En juin 2019, le club signe un accord avec la Sociedad Deportiva Huesca pour devenir son équipe filiale.

## Personnalités du club

### Présidents du club
- Salvador Mateo

### Entraîneurs du club
| - César Ascaso (1999 - 2001) - Vicente Mayoral (2001) - César Ascaso (2001 - 2003) - Miki Álvarez (2003 - 2004) - José García Carrillo (2004) - Francisco Pérez (2004) - Rafael González (2004 - 2005) - José Luis Artigas (2005) - Augusto Gascón (2005 - 2007) - Juan Carlos Beltrán (2007 - 2009) | - David Navarro (2009) - José Luis Blanco (2009 - 2010) - José Ignacio Soler (2010 - 2011) - Emilio Remírez (2011) - Álex Monserrate (2011 - 2012) - Armando Monge (2012 - 2013) - Javier Garcés (2013) - José Luis Loreto (2013 - 2014) - Tomás Guerrero (2014) - Rubén Zapater (2014 - 2015) | - José Luis Loreto (2015 - 2016) - Néstor Pérez (2016 - 2018) - Guillermo Fernández Romo (2018 - 2019) - Javi Suárez (2019) - Néstor Pérez (2019 - 2020) - Jaime Molina (2020) - Javi Moreno (2020 - 2021) - Néstor Pérez (2021) - Ricardo López (2021 - 2022) - Ivan Martinez (2022 - ) |